# Rodrigo Osorio (futbolista)
Rodrigo Alfonso Osorio (Concepción de Ataco, 1968 —según otras fuentes 1965 o 19 de septiembre de 1974— - Santo Domingo de Guzmán, 4 de agosto de 2014) fue un futbolista salvadoreño que jugaba en la demarcación de delantero.

## Biografía
Debutó en 1988 con el Acajutla FC. Jugó en el club durante tres años, hasta que se cambió el nombre por el de Tiburones FC. Finalmente tras el descenso del club, en 1996 se fue traspasado al Alianza FC. En 1997 ganó la Copa Interclubes de la Uncaf, y un año después el Torneo Apertura 1998, del que además fue el máximo goleador con diez goles. Tras jugar en el CD Juventud Olímpica, se retiró como futbolista en el CD Atlético Marte en 2002, después de haber jugado un total de 376 partidos y haber marcado 101 goles durante su carrera deportiva.
Falleció el 4 de agosto de 2014 tras sufrir un accidente de tráfico en Santo Domingo de Guzmán a los 46 años de edad.
A su funeral asistieron jugadores como Washington de La Cruz, William Chachagua y Milton Meléndez los cuáles dieron el pésame a su familia e incluso cargaron el féretro para demostrar su apoyo. Tras despedirse de la cancha donde muchos lo vieron como goleador, Osorio fue llevado al cementerio municipal de San Antonio del Monte, en el Departamento de Sonsonate, donde descansan sus restos.

## Selección nacional
Jugó un partido con la selección de fútbol de El Salvador en un amistoso contra la Liga Deportiva Alajuelense el 3 de febrero de 1999 en el que ganó el combinado salvadoreño por 1-0.

## Clubes
| Club                             | País        | Año         |
| -------------------------------- | ----------- | ----------- |
| Tiburones FC                     | El Salvador | 1988 - 1996 |
| Alianza Fútbol Club              | El Salvador | 1996 - 2000 |
| Club Deportivo Juventud Olímpica | El Salvador | 2000        |
| Club Deportivo Atlético Marte    | El Salvador | 2001 - 2002 |

## Palmarés

### Campeonatos nacionales
| Título                          | Club       | País        | Año       |
| ------------------------------- | ---------- | ----------- | --------- |
| Primera División de El Salvador | Alianza FC | El Salvador | 1996-1997 |
| Primera División de El Salvador | Alianza FC | El Salvador | 1998      |

### Campeonatos continental
| Título                       | Club       | País        | Año  |
| ---------------------------- | ---------- | ----------- | ---- |
| Copa Interclubes de la Uncaf | Alianza FC | El Salvador | 1997 |

### Distinciones individuales
| Título                                                | Club       | País        | Año  |
| ----------------------------------------------------- | ---------- | ----------- | ---- |
| Máximo goleador de la Primera División de El Salvador | Alianza FC | El Salvador | 1998 |